# KANA-BOON
KANA-BOON(카나분, カナブーン)은 일본의 3인조 록 밴드이다. "생떼부리기"(ないものねだり), 나루토 질풍전의 OST "Silhouette", 보루토: 나루토 더 무비의 OST "Diver", 마이 히어로 아카데미아 4기 OST "Star Marker" 등의 노래로 유명하다.